# We are looking in on you
We are looking in on you is een livealbum van Hawkwind. De band komt regelmatig met livealbums.  

## Inleiding
We are looking in on you bevat opnamen die gemaakt werden tijdens een korte vanwege de coronapandemie uitgestelde tournee naar aanleiding van het uitbrengen van studioalbum Somnia. Het livealbum uit 2022 laat zowel oud als nieuw werk horen. Stevige spacerock staat daarbij nog steeds centraal. Het voorstuwende gitaar-, bas- en drumwerk wordt daarin voorzien van een of meerdere lagen (gitaar)synthesizerklanken. De band walst door hun harde en eentonige muziek als het ware over het publiek heen. Loudersound, gespecialiseerd in metal etc. heeft het over een onweersstorm die voorbij raast. Hawkwindklassiekers Magnu (1975), Spirit of the age (1977) en Levitation (1980) ontbraken ook in 2021 niet.

## Musici
- Dave Brock – zang, gitaar, synthesizer (werd in 2021 80 jaar)
- Magnus Martin – zang, gitaar, toetsinstrumenten
- Tim Lewis – theremin en Axe
- Doug McKinon – basgitaar
- Richard Chadwick drumstel, zang
- Athene Roberts – viool op Hurry on sundown

## Muziek
| Nr. | Titel                                       | Duur  |
| --- | ------------------------------------------- | ----- |
| 1.  | Magnu (Brock)                               | 10:41 |
| 2.  | Cave of phantom dreams (Martin)             | 2:31  |
| 3.  | Unsomnia (Martin)                           | 7:06  |
| 4.  | Uncle Sam’s on Mars (Brock, Robert Calvert) | 4:41  |
| 5.  | USB1 (Brock, Martin, Chadwick)              | 6:35  |
| 6.  | Spirit of the age (Brock, Calvert)          | 7:48  |
| 7.  | It’s only a dream (Brock)                   | 8:09  |
| 8.  | Peace (Lewis)                               | 1:21  |
| 9.  | Right to decide (Brock)                     | 8:12  |

| Nr. | Titel                                                  | Duur |
| --- | ------------------------------------------------------ | ---- |
| 1.  | Levitation (Brock)                                     | 6:35 |
| 2.  | Brainstorm (Nik Turner)                                | 4:05 |
| 3.  | Neurons (Brock, Martin, Lewis, McKinon)                | 6:01 |
| 4.  | In the beginning (Brock)                               | 1:51 |
| 5.  | Hurry on sundown (Brock)                               | 7:53 |
| 6.  | Born to go (Brock, Calvert)                            | 8;19 |
| 7.  | Star explorer (Brock, Martin, Lewis, McKini, Chadwick) | 8:23 |
| 8.  | Space is deep (Brock)                                  | 5:12 |
| 9.  | It's Not Unusual (Les Reed, Gordon Mills)              | 3:16 |
| 10. | The watcher (Lemmy Kilmister)                          | 5:45 |

It’s not unusual is een cover van de hit van Tom Jones. In track 6 van cd2 zit een citaat van Peter Gunn van Henry Mancini, maar dan richting de versie van Emerson, Lake & Palmer.